# IC 2582
IC 2582 — галактика типу SBc () у сузір'ї Насос.
Цей об'єкт міститься в оригінальній редакції індексного каталогу.